# Atalaya hemiglauca
Atalaya hemiglauca là một loài thực vật có hoa trong họ Bồ hòn. Loài này được (F.Muell.) F.Muell. ex Benth. mô tả khoa học đầu tiên năm 1863.

## Hình ảnh

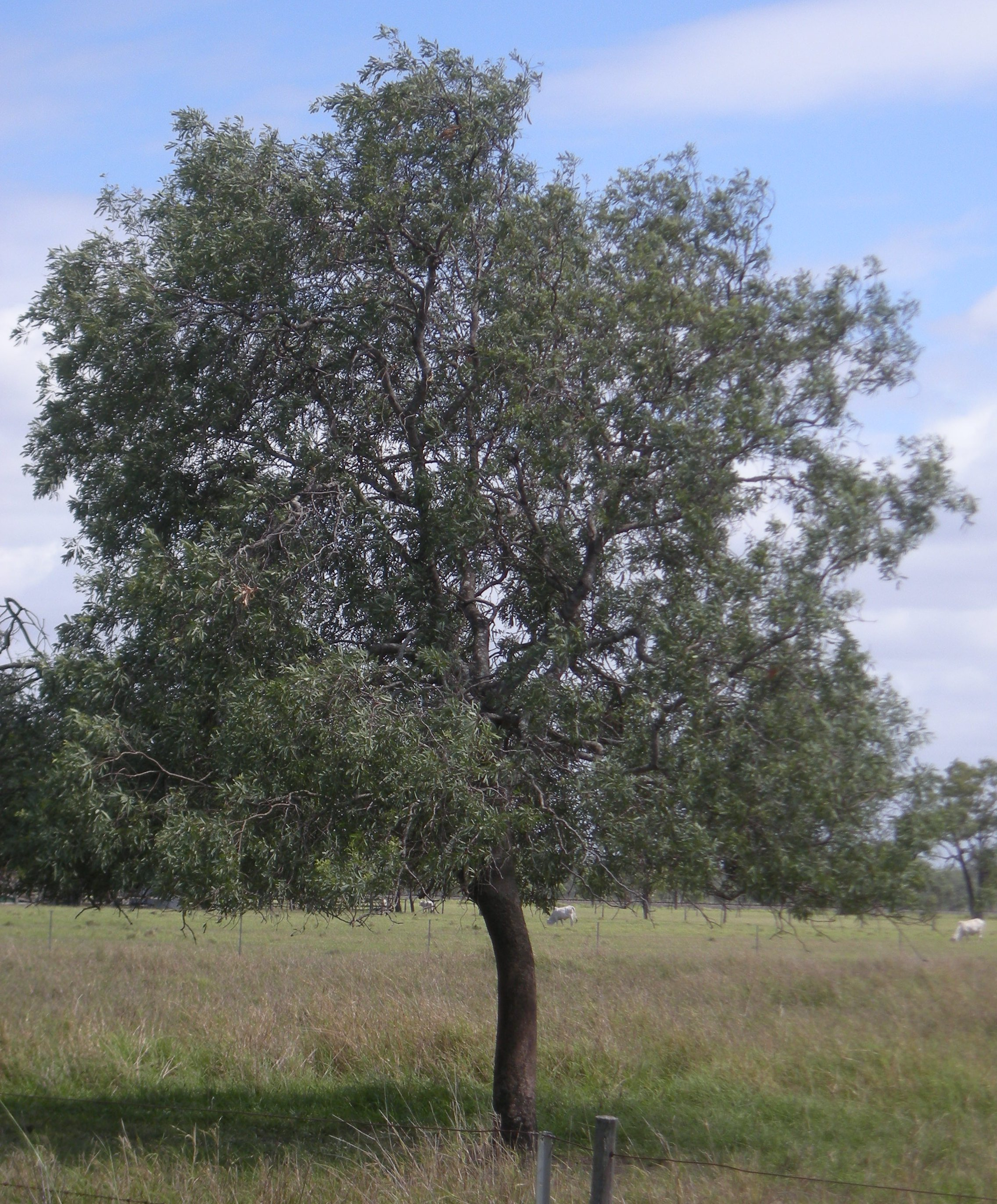
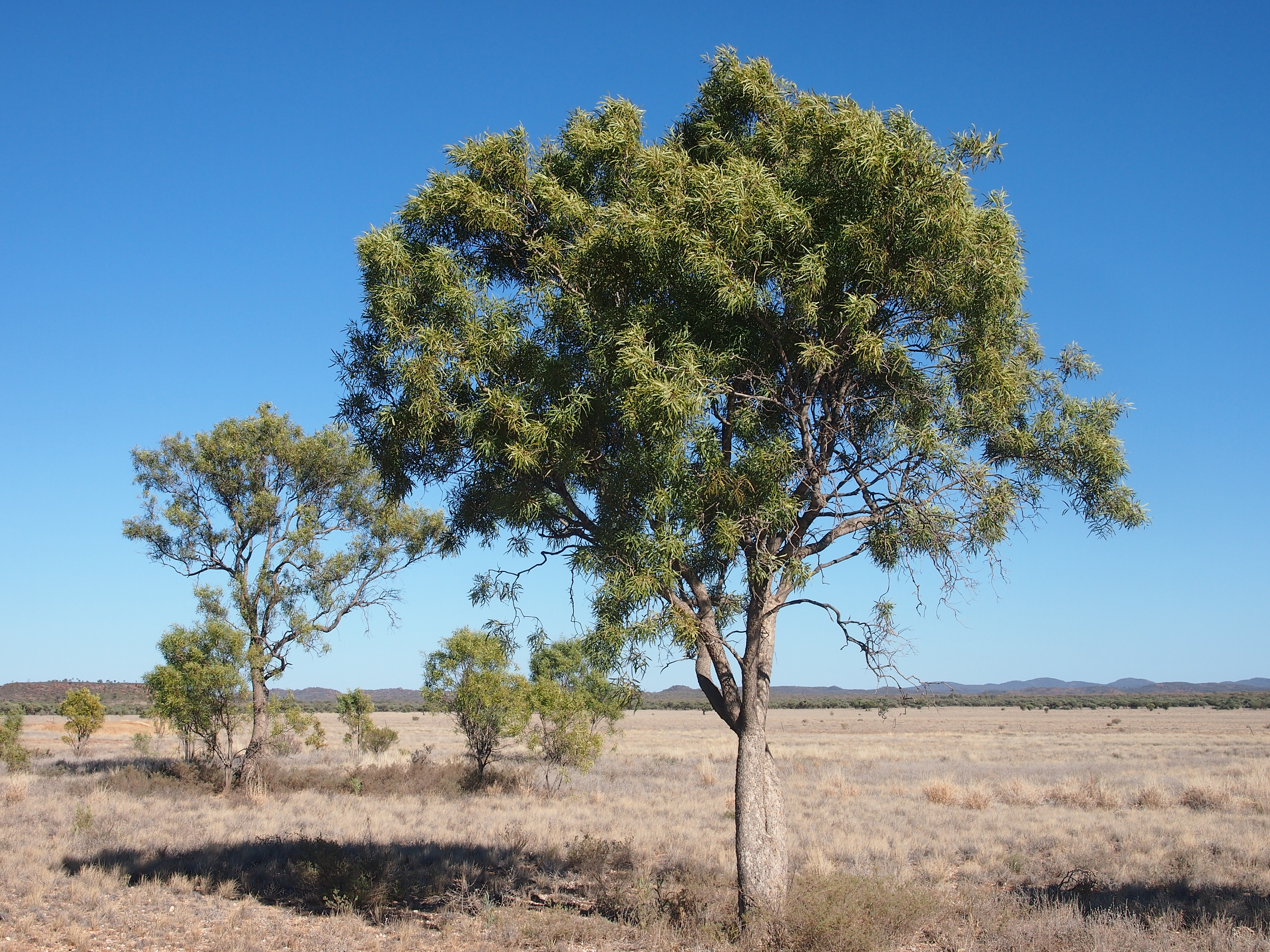